# Таймасовська сільська рада
Тайма́совська сільська рада (рос. Таймасовский сельский совет) — муніципальне утворення у складі Куюргазинського району Башкортостану, Росія. Адміністративний центр — село Новотаймасово.

## Населення
Населення — 1137 осіб (2019, 1327 в 2010, 1352 в 2002).

## Склад
До складу поселення входять такі населені пункти:
| Населений пункт     | Населення, осіб (2002) | Населення, осіб (2010) |
| ------------------- | ---------------------- | ---------------------- |
| Лена, присілок      | 49                     | 40                     |
| Новотаймасово, село | 593                    | 579                    |
| Таймасово, село     | 297                    | 313                    |
| Ульяновка, присілок | 58                     | 9                      |
| Ялчикаєво, присілок | 355                    | 386                    |